# Абгарян, Корюн Абгарович
Корю́н Абга́рович Абгаря́н (р. 1952, Ереван) — армянский архитектор, художник, график, дизайнер.

## Биография
- С 1983 — член союза архитекторов СССР
- С 2005 — член союза архитекторов Москвы
- С 2006 — член союза архитекторов Армении

Участвовал во многих выставках. Работы Абгаряна находятся в частных коллекциях Японии, США, Великобритании, Франции, Германии, Бельгии, России, Армении.

## Авторские работы
- «Дом народного ремесла» — Вагаршапат
- «Дом Быта» — Аштарак (информация в книге «Армянские архитекторы XX-века»)
- «Торгово-развлекательный комплекс „РИО“» (Большая Черёмушкинская улица, 1-г, Москва) — соавтор
- Гостиница «Селигер» (Осташков) — автор реконструкции
- Ресторан «Викар» (улица Литовский бульвар д. 5, Москва) — оформление